# Naissance en 1277
Naissance
- 1273
- 1274
- 1275
- 1276
- 1277
- 1278
- 1279
- 1280
- 1281

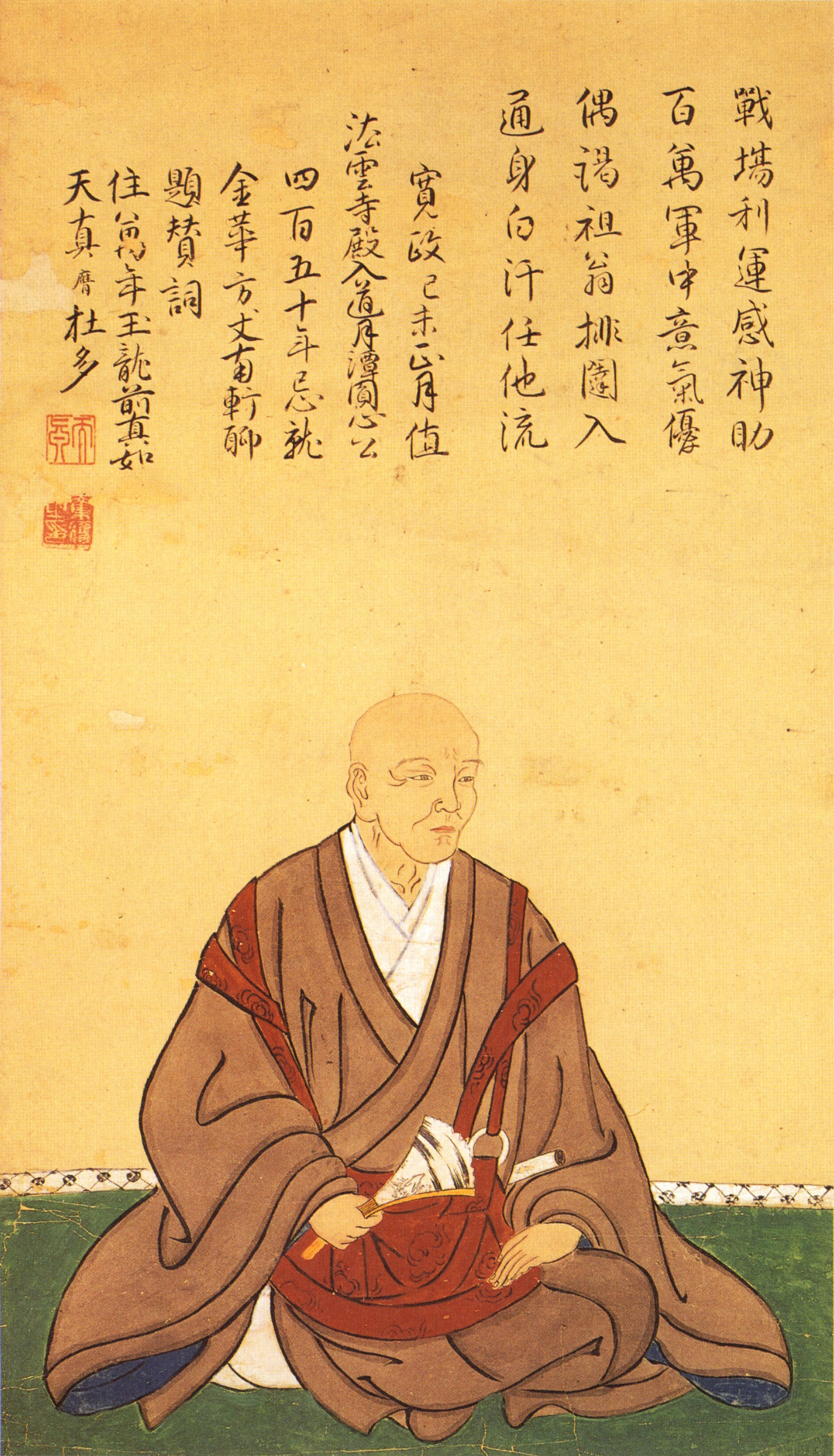
Akamatsu Norimura, né en 1277.

Cette page dresse une liste de personnalités nées au cours de l'année 1277 :
- 21 janvier : Galéas Ier Visconti, seigneur de Milan.
- 17 avril : Michel IX Paléologue, empereur byzantin associé.
- 26 mars : Christina Ebner, religieuse dominicaine et mystique.

- Bartolomeo I della Scala, condottiere et homme politique italien, membre de la dynastie scaligère.
- Constantin III d'Arménie, roi d'Arménie.
- Marthe de Danemark, reine de Suède et de Finlande.
- Kanzan Egen, moine bouddhiste de la secte rinzai du bouddhisme zen, fondateur du Myōshin-ji.
- Akamatsu Norimura, samouraï et chef de clan durant l'époque de Muromachi.
- Robert Ier de Naples, roi de Naples et comte de Provence.

date incertaine (vers 1277)
- Guillaume de Thieuville, évêque de Coutances.
- Roger le Fort, évêque d'Orléns, de Limoges, archevêque de Bourges.

## Crédit d'auteurs
- Cet article est partiellement ou en totalité issu de l'article intitulé « 1277 » (voir la liste des auteurs).